# Ole Jacob Broch
Pour les articles homonymes, voir Broch (homonymie).
Ole Jacob Broch (1818-1889) est un mathématicien, physicien, économiste et politicien norvégien.

## Biographie
Broch est né à Fredrikstad, de l'union du commissaire de guerre Johan Jørgen Broch (1791-1860) et de Jensine Laurentze Bentzen (1790-1877). Il fait très tôt preuve de grandes capacités en mathématiques et après des études à Christiania (aujourd'hui Oslo), il part à l'étranger. Durant ses études à Paris, Berlin et Königsberg, il développe un intérêt pour l'optique et les statistiques.
Après son retour en Norvège, il s'active avec son ami et collègue Hartvig Nissen (en) à fonder en 1843 l'école Hartvig Nissen, qui met l'accent sur les sciences naturelles et les langues vivantes. En 1847, il termine son doctorat et retourne à un poste à l'université qu'il a refusé pour travailler avec Nissen. Il enseigne également à l'école militaire de Norvège et en 1847, il fonde la compagnie d'assurances Gjensidige (sous le nom Christiania almindelige, gjensidige Forsørgelsesanstalt) qui proposait la première assurance-vie en Scandinavie.
Broch entre en politique d'abord au niveau local à Christiania ; de 1862 à 1869, il représente la ville au Storting. En 1869, il est nommé ministre de la Marine. Il retourne brièvement à ce poste en 1872. Il démissionne en raison de divergences avec ses collègues sur l'accès des ministres du gouvernement au Parlement. Après cela, son intérêt se tourne vers les tâches internationales. En 1879, il devient membre, et en 1883 directeur du Bureau international des poids et mesures à Sèvres, en France. Ce travail absorbe une grande partie du reste de la vie de Broch, mais en 1884, il est appelé en Norvège pour tenter de former un gouvernement. La crise constitutionnelle qui cause la chute du premier ministre Christian Homann Schweigaard (en) aboutit au besoin d'un nouveau premier ministre. Broch échoue dans cette tentative et retourne en France, où il meurt quelques années plus tard.
Broch reçoit différents honneurs pour son œuvre scientifique et politique. Il est notamment fait grand officier de la Légion d'honneur.

## Distinctions
- Commandeur de l'ordre royal de l'Étoile polaire (Suède)
- Grand officier de la Légion d'honneur
- Grand-croix de l'ordre de Saint-Olaf